# Jaap Spaanderman
Jacobus Hendrikus Bastiaan « Jaap » Spaanderman Jr. (né le 17 octobre 1896 à Gouda – mort le 22 juillet 1985  à Laren) est un compositeur et chef d'orchestre néerlandais.

## Biographie
Jaap Spaanderman Jr. est le fils de l'organiste et chef d'orchestre Jacobus Hendrikus Bastiaan Spaanderman (1864-1943).
Il a étudié le violoncelle avec Isaac Mossel et le piano avec Sarah Bosmans-Benedicts (en). Il a reçu le Prix néerlandais d'excellence à deux reprises, une fois en tant que violoncelliste (en 1918), la seconde en tant que pianiste (1920), au Conservatoire d'Amsterdam. Il a également étudié la direction d'orchestre avec Hagel à Berlin.
À partir de 1922, il a enseigné le piano au Conservatoire de la Société Amsterdam Muzieklyceum (un des prédécesseurs du Conservatoire d'Amsterdam). En 1932, il a été nommé chef de l'Orchestre philharmonique d'Arnhem. En 1949, il retourne à Amsterdam, enseignant maintenant le piano et la direction d'orchestre.
Parmi les nombreux élèves de Jaap Spaanderman, on trouve Bart Berman, Theo Bruins (en), Albert Brussee, Jan Marisse Huizing, Stanley Hoogland, Guus Janssen, Hans Kox, Reinbert de Leeuw, Lucas Vis, Hans Vonk et Edo de Waart.